# أبطال غايا
أبطال غايا (بالصينية: 英雄之城) هي لعبة متصفح إستراتيجية كثيفة اللاعبين طورتها شركة سنيل ونشرتها كذلك في الولايات المتحدة. أطلقت شركة تحدي النسخة العربية في 15 نوفمبر 2010 في الطور التجريبي.

## الاستقبال
تلقت لعبة أبطال غايا جائزة جينغ لينغ لأفضل لعبة ويب في الصين.

## وصلات خارجية
- الموقع العربي الرسمي (مؤرشف)